# Centaurea parilica
Centaurea parilica là một loài thực vật có hoa trong họ Cúc. Loài này được Stoj. & Stef. mô tả khoa học đầu tiên năm 1923.